# Erszényesmókus-félék

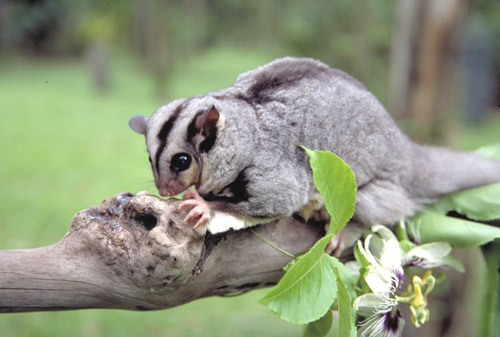
Mahagóni erszényesmókus (Petaurus gracilis)

Az erszényesmókus-félék, vagy régies nevén siklóerszényes-félék (Petauridae) az emlősök (Mammalia) osztályának az erszényesek (Marsupialia) alosztályágába, ezen belül a diprotodontia rendjébe tartozó család.

## Rendszerezés
A családba az alábbi nemek és fajok tartoznak:
- Dactylopsila – Gray, 1858 – 4 faj
  - hosszúfarkú erszényesmókus (Dactylopsila megalura)
  - karcsúujjú erszényesmókus (Dactylopsila palpator)
  - Tate-erszényesmókus (Dactylopsila tatei)
  - csíkos erszényesmókus (Dactylopsila trivirgata)
- Gymnobelideus – McCoy, 1867 – 1 faj
  - Leadbeater-erszényesmókus (Gymnobelideus leadbeateri)
- Petaurus – Shaw, 1791 – 6 faj, valódi erszényesmókusok
  - új-guineai erszényesmókus (Petaurus abidi)
  - sárgahasú erszényesmókus (Petaurus australis)
  - biak-szigeti erszényesmókus (Petaurus biacensis)
  - törpe erszényesmókus (Petaurus breviceps)
  - mahagóni erszényesmókus (Petaurus gracilis)
  - óriás erszényesmókus (Petaurus norfolcensis)